# Památník padlým partyzánům výsadku Jana Koziny
Památník padlým partyzánům, slavnostně odhalený 15. září 1946, se nachází na návrší Mělce poblíž města Louny v místech, kde v boji s Němci 17. října 1944 padli tři sovětští výsadkáři ze skupiny Jana Koziny. Zabitými vojáky byli Věra Morhunovová, Arkadyj Jastremskyj a Nikita Kosinkov bojující v rámci akce za osvobození Československa. Od 26. června 1973 je chráněn jako kulturní památka. Druhý pomníček z roku 1976 se nachází na západním okraji Loun na místě, kde byla prvně uložena jejich těla. Oba pomníky prošly v roce 2014, před 70. výročím události, rekonstrukcí.

## Průběh události

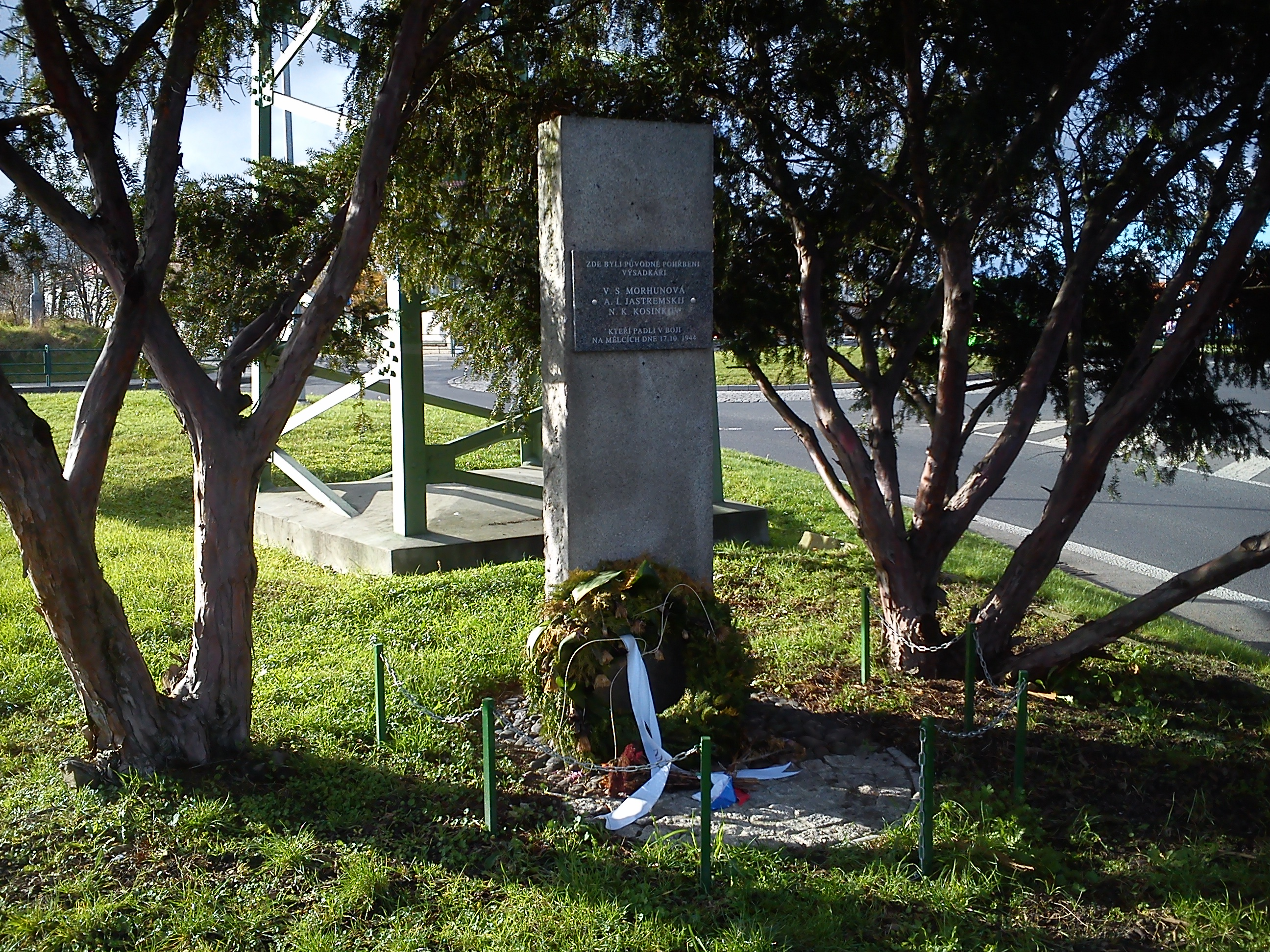
Mirvaldův památník padlým partyzánům v Lounech v místě prvního uložení těl parašutistů

### Operace Jan Kozina
Večer 16. října 1944 ve 22:00 vzlétlo z polského vojenského letiště Řešov v rámci Operace Jan Kozina letadlo typu Skytrain č. 841 velitele por. Filonova se 17 sovětskými a československými výsadkáři prvního smíšeného výsadku, které mířilo přes frontu na Šumavu na Plzeňsko. Skupině, která se jmenovala podle ochránce Chodů a Šumavy Jana Koziny, velel por. Vasil Kiš. Hlavními bojovými úkoly bylo například formování partyzánských jednotek z místních obyvatel, zajištění terénu pro přijímání dalších lidských i materiálních výsadků, sabotážní akce nebo bojová činnost, ale také organizování vzniku Národních výborů v obcích a zajišťování vedoucího postavení komunistů. Během celého letu bylo letadlo neustále ostřelováno a navigátor kvůli tomu ztratil směr. Výsadek tak asi ve 23:10 seskočil 150 km severně mimo plánovaný cíl. První část výsadkářů dopadla v blízkosti Lipna a Tuchořic okolo 23:20, druhá část devíti členů skupiny a tři vaky k tomu okolo 23:38 o 6 až 12 km dále v blízkosti Loun. Skupina dopadla velmi roztroušeně.

### Po seskoku

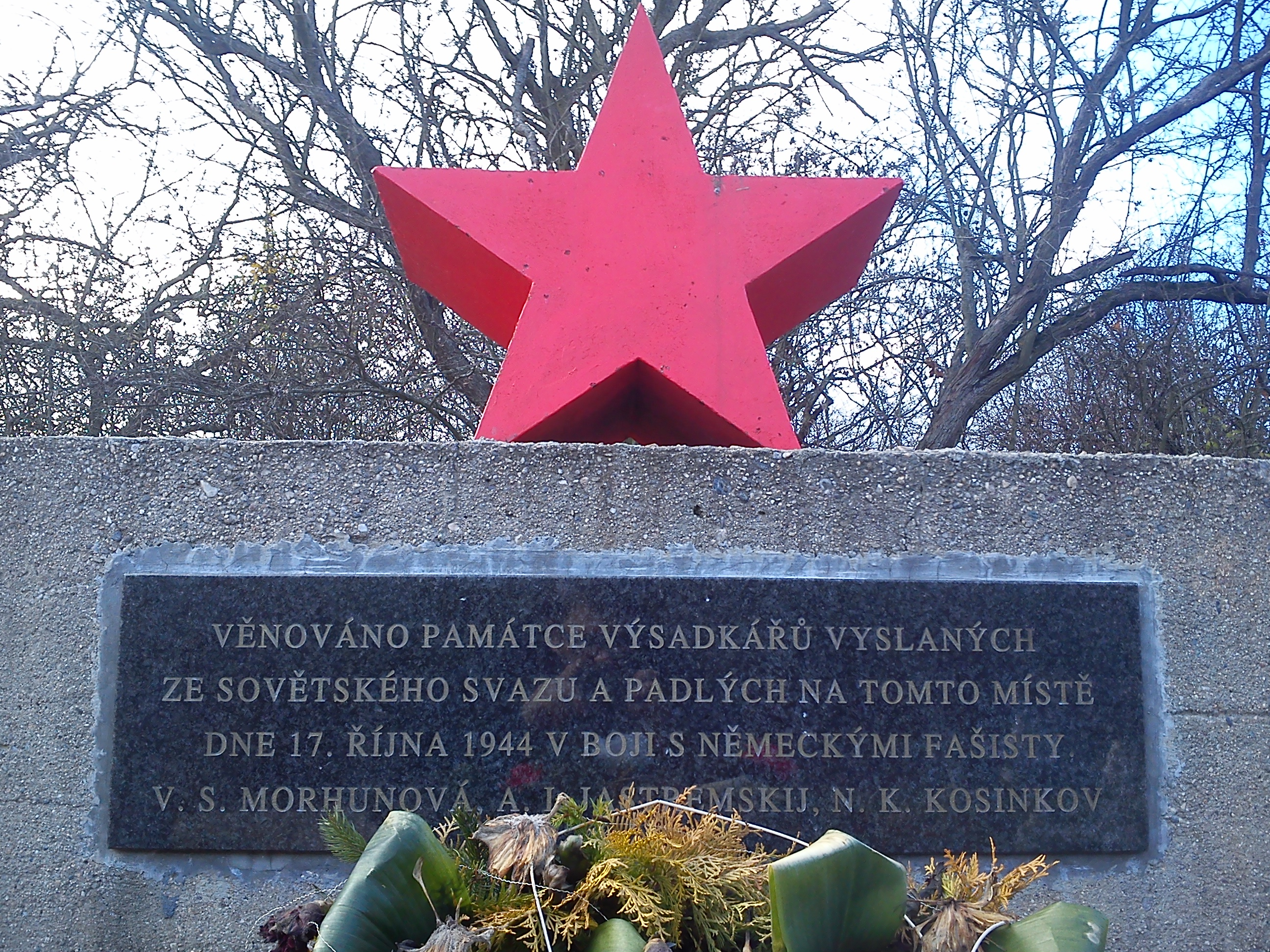
Pamětní deska na památníku v místě bojů

První skupině, která seskočila u Lipna a Tuchořic, se podařilo po přestřelce proniknout z obklíčení s jedním vážně zraněným s průstřelem levé nohy (náčelník štábu skupiny mjr. Melnik) a bez jedné, zajaté, členky (radistka Pančevová), další člen byl zajat následně při pronásledování Němci a zbytku se podařilo uniknout. Skupina byla ostřelována už během seskoku. Lounská německá posádka začala pročesávat okolí Loun a hledat také druhou skupinu parašutistů. Po jejich obklíčení bylo několik členů skupiny zajato. Ukrajinci Věra Morhunovová a Arkadyj Jastremskyj a Bělorus Nikita Kosinkov, kteří seskočili na Mělcích, se nestačili ráno ani zorientovat a hned se dostali do přestřelky. Dva si vzali život poslední kulkou a Jastremskyj zemřel v boji zblízka v místech, kde dopadli – na kótě 233. Na německé straně byly ztráty po přestřelce s oběma skupinami výsadku menší, jeden mrtvý a jeden zraněný příslušník SS.

### Boj na Mělcích

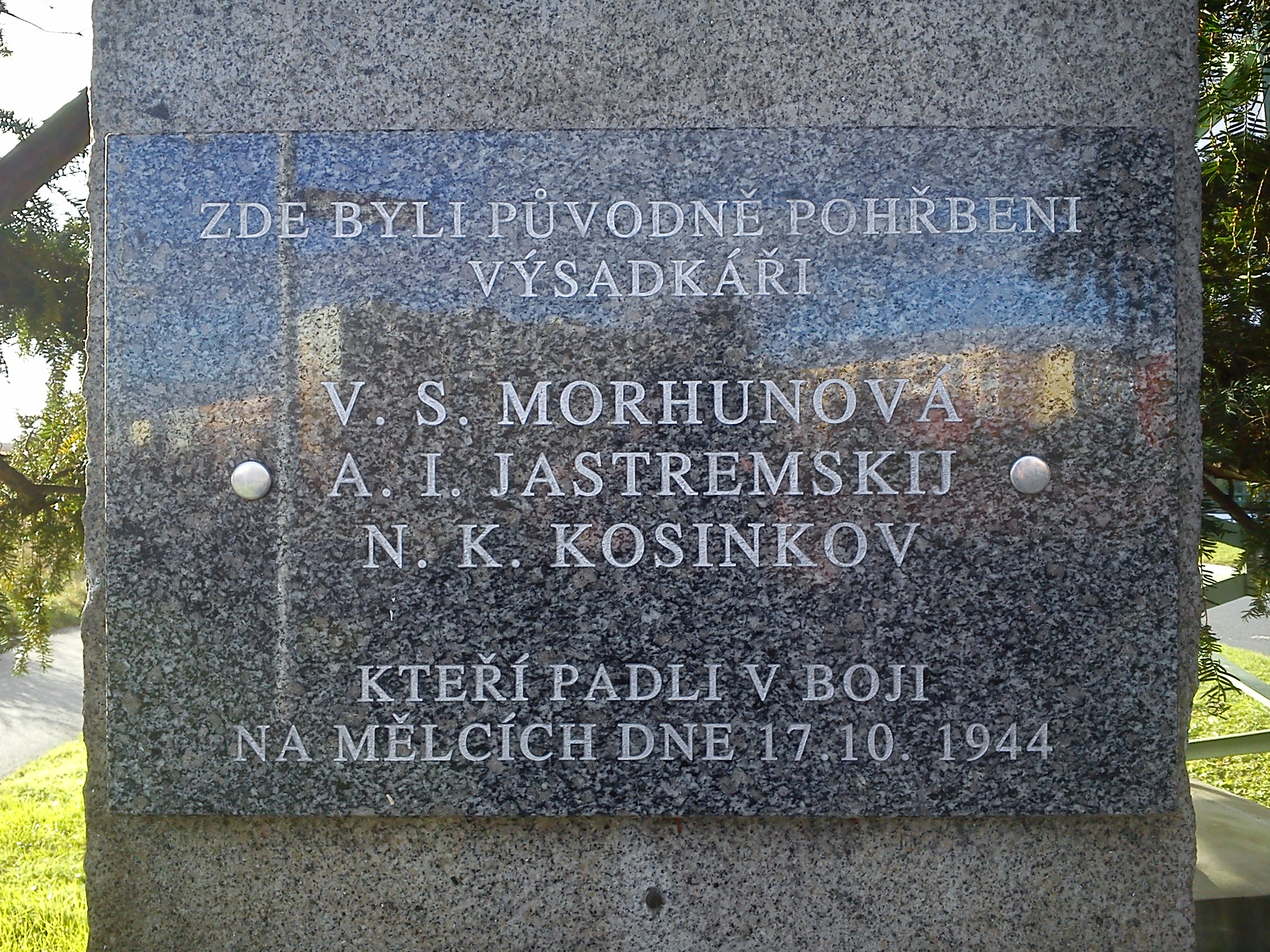
Pamětní deska na památníku v místě prvního uložení těl parašutistů

Jako první potkala po rozednění mezi 8. a 9. hodinou ranní německé pátrací oddíly Morhunovová. Neměla kam utéct a možná se unáhlila se střelbou. Podle svědectví několik Němců blížících se k ní po cestě zranila, než vyprázdnila samopal, potom si přiložila osobní zbraň zespodu na krk a vystřelila. Po ní se dostal do boje Kosinkov, i ten vystřílel munici a zastřelil se vlastní zbraní. Poslední bojoval Jastremskij, kterého Němci našli v lebedě až po tom, co se do akce zapojili psi. Tělo prý v boji z bezprostřední blízkosti Němci prostříleli až 27 střelami.

### Ostatky parašutistů
Němci nechali odvézt těla z Mělců vozem taženým párem koní po státní cestě ke křižovatce silnic na Žatec a na Chomutov na západním okraji Loun, kde se říkalo U Parýzka, a tam je okolo půl dvanácté uložili pod sloupem. Kdosi vykopal padesáticentimetrovou jámu a nejspíše se je snažil i přes přítomnost hlídky lounských strážníků pochovat. U padlých se začaly objevovat květiny od Čechů. Vládní komisař Loun Dr. Heinz Rochlitzer proto nařídil metařům, aby těla převezli na hřbitov, což se stalo ještě před setměním. Údajně zde byli pochováni, ale i sem nosili lidé květiny a tak je nechali Němci převézt do koncentračního tábora Terezín a spálit. Popel potom nechali vysypat do Ohře.

## Vzpomínaní padlí parašutisté
Během výsadku padli tři sovětští parašutisté ze skupiny, která seskočila u Loun, z toho jedna žena.

Posmrtné fotografie:
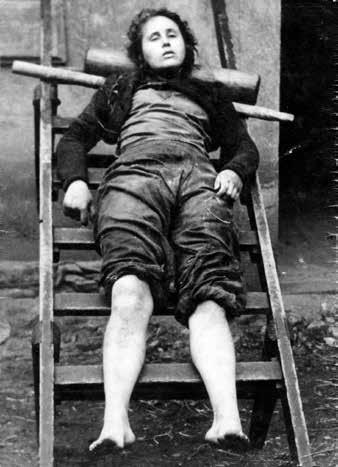
Věra Stěpanovna Morhunovová
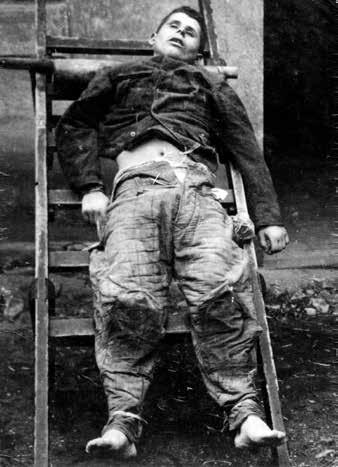
Arkadyj Ivanovyč Jastremskyj
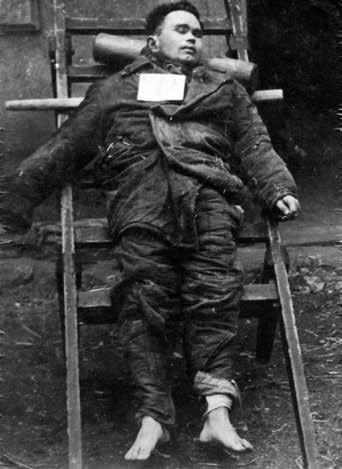
Nikita Kuzmič Kosinkov

### Věra Morhunovová
Věra Stěpanovna Morhunovová (uváděna také ruskojazyčně jako Morgunovová) byla Ukrajinka a narodila se v Rostově na Donu 21. září 1924. Její otec Stěpan se narodil roku 1890 a matka Anna roku 1894. V době narození bydleli na adrese Černyševskij spunkt 17. Podle Vasila Kiše byla pracovnicí Ukrajinského štábu partyzánského hnutí (UŠPH) a ke skupině se dostala prostřednictvím náčelníka UŠPH gen. por. Strokače. Na žádost náčelníka jejich skupiny ji Kiš přijal jako náčelníkovu pomocnici. Morhunovová se skupinou neabsolvovala ani školení ani výcvik, přesto výslovně zažádala těsně před odletem z Řešova na akci o její přidělení ke skupině a Kiš žádosti vyhověl. Padla ve věku dvaceti let.

### Arkadyj Jastremskyj

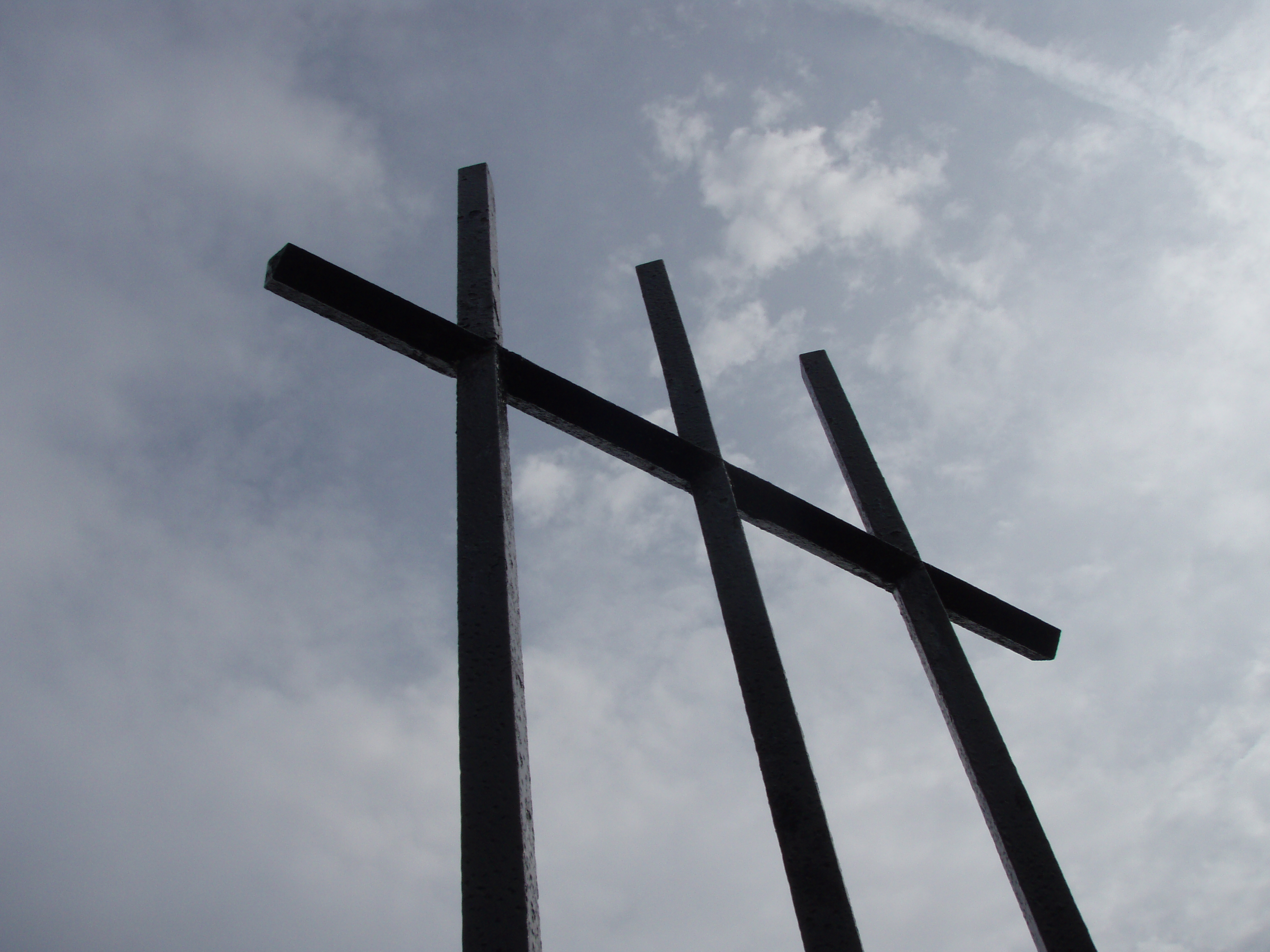
Tři kříže na památníku na Mělcích

Arkadyj Ivanovyč Jastremskyj byl také Ukrajinec. Narodil se roku 1922 v obci Morohivka v Potijivském rajónu v Žytomyrské oblasti.
Spolupracovníci ho hodnotili jako tichého skromného kamaráda, který měl v oblibě čtení, studium a debaty a rád přednášel. Podle svědectví jeho bratra Grigorije Ivanoviče (narozen okolo 10. dubna 1928) a bratrova vnuka Alexeje měl rád sport. Kromě svého bratra a ještě jednoho bratra Leonida, který zemřel 23. ledna 2002 v Sevastopolu, kam se později odstěhovala celá jejich rodina, měl ještě čtyři sourozence, kteří se dospělosti nedožili. Matka Olga Jastremská zemřela tamtéž 19. února 1990 a otec byl v rámci stalinských represí zatčen, vězněn a následně roku 1937 zastřelen.
Základní devítiletou školu ukončil Jastremskyj podle svědectví příbuzných v roce 1940 a zapsal se do 1. kurzu Žytomirské pedagogické univerzity, oddělení cizích jazyků. Od léta 1941, kdy bylo obsazeno okolní území Němci, do jara 1944 byl partyzánem v oddílu „Smrt fašismu“. Po osvobození byl 14. března 1944 dobrovolně odveden a vstoupil do Rudé armády. 30. března se stal členem 2. školní roty 1. školního praporu v./č. 13409 a už v hodnosti staršiny šel sloužit do UŠPH v Kyjevě, kde působil pravděpodobně ve Svjatošině jako velitel. Číslo, na které mu rodina naposledy psala, bylo p/p 33493. Od podzimu 1944 o něm přestali příbuzní dostávat zprávy a nevěděli ani kde a jak se stal nezvěstným. Bratr a jeho vnuk se podrobnosti dozvěděli až v novém století po více než 65 letech, kdy je kontaktoval český badatel Stano Bursa zjišťující detaily o padlých hrdinech.
Podle kyjevských materiálů byl ve službách UŠPH od 3. září 1944 ve funkci velitele čety. On i ostatní válku nepřeživší členové tohoto oddílu jsou zde vedeni od vysazení 16. října 1944 jako nezvěstní. Padl ve věku 22 let.

### Nikita Kosinkov

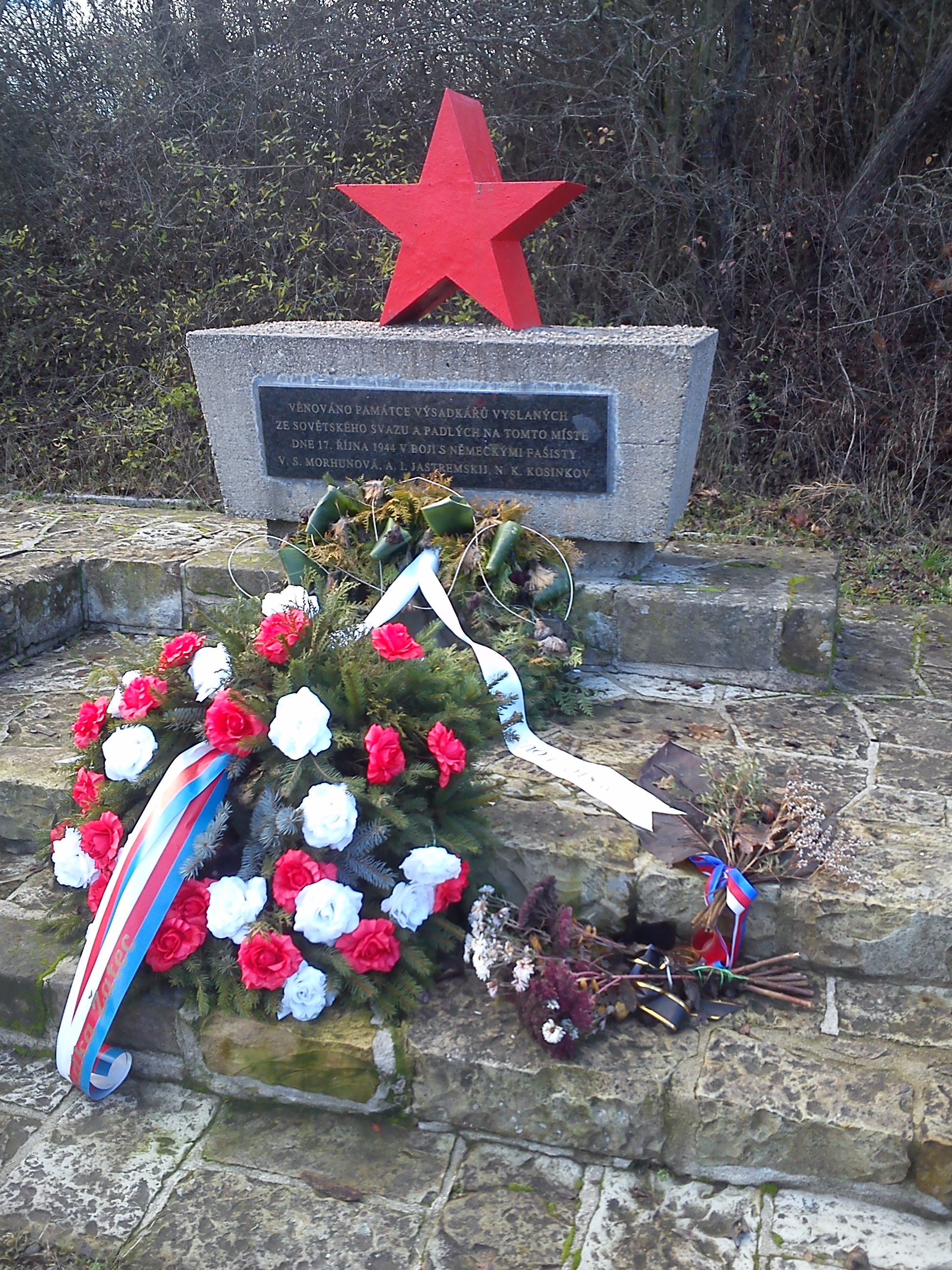
Věnce kladené k památníku

Nikita Kuzmič Kosinkov byl Bělorus a narodil se roku 1915 v obci Zascenki v Drybinském rajónu v Mohylevské oblasti. Údajně byl absolventem lékařské fakulty v Moskvě a, také údajně, v hodnosti kapitána sloužil ve skupině jako lékař. Operace Jana Koziny měla být jeho druhým vysazením do týlu nepřítele. V UŠPH sloužil od 3. září 1944. Padl ve věku 29 let.

## Vzpomínkové akce
U obou památníků, jak na místě smrti tak na místě prvního pohřbení, se každoročně konají pietní akty za účasti vrcholných představitelů města Loun, historiků, válečných veteránů, vojáků a dalších hostů. V roce 2010 zde tuto historii připomněl například poslední žijící člen skupiny Jana Koziny, plukovník v.v. Josef Sztacho. Výročí se zúčastnil i v roce 2014, kdy také přijela dcera Vasila Kiše a z Ruska vnuk bratra Arkadyje Jastremského Alexej. Ten svůj projev pronesl v češtině.

## Historie a podoba památníků

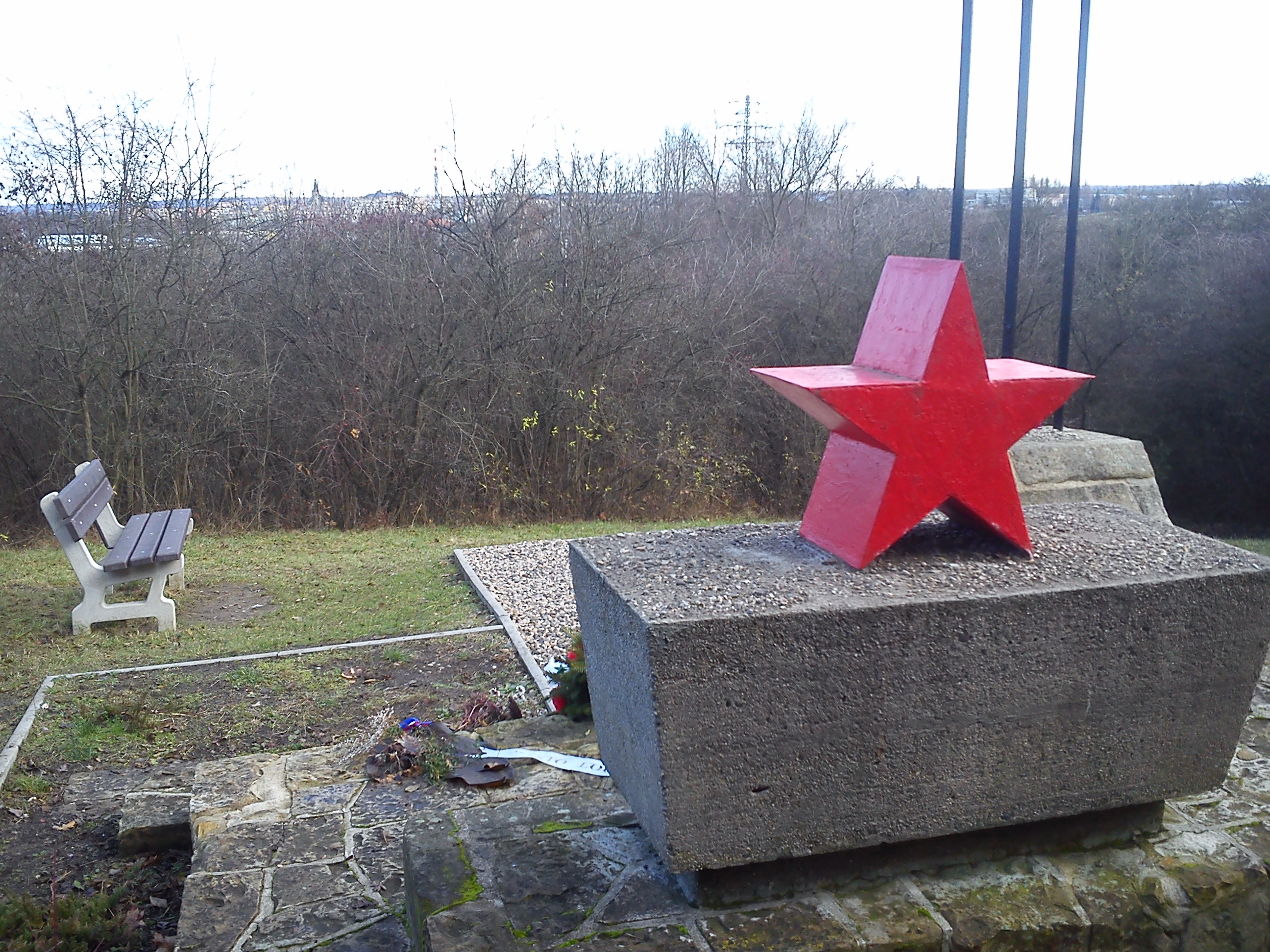
Výhled na město Louny od památníku

Známější pomník na Mělcích na místě bojů byl postaven podle návrhu lounského rodáka Pavla Bareše a slavnostně byl odhalen 15. září 1946. Památník je pojat v konstruktivistickém duchu a od 26. června 1973 je chráněn jako kulturní památka. Druhý památník – na místě prvního uložení těl padlých – pochází z roku 1976 a vytvořen byl podle návrhu výtvarníka Vladislava Mirvalda.
Pomníku na Mělcích dominuje rudá pěticípá hvězda stojící na nízké kamenné desce, na níž byla původně bronzová, nyní kamenná pamětní deska s nápisem. Celá kamenná deska s pamětní deskou a hvězdou stojí na třístupňovém širokém podstavci z opukového zdiva a po levé straně se z kvádru z opukového zdiva tyčí do výše tři železné černé kříže. Druhý památník je menší a tvoří jej úzký stojící kámen s pamětní deskou.
Na památníku na Mělcích byla deska několikrát vyměněna. Jiná byla v roce 1974,, v roce 2009 a v roce 2016 po celkové rekonstrukci památníku. Na menším památníku byla původní deska také vyměněna.

### Rekonstrukce při 70. výročí

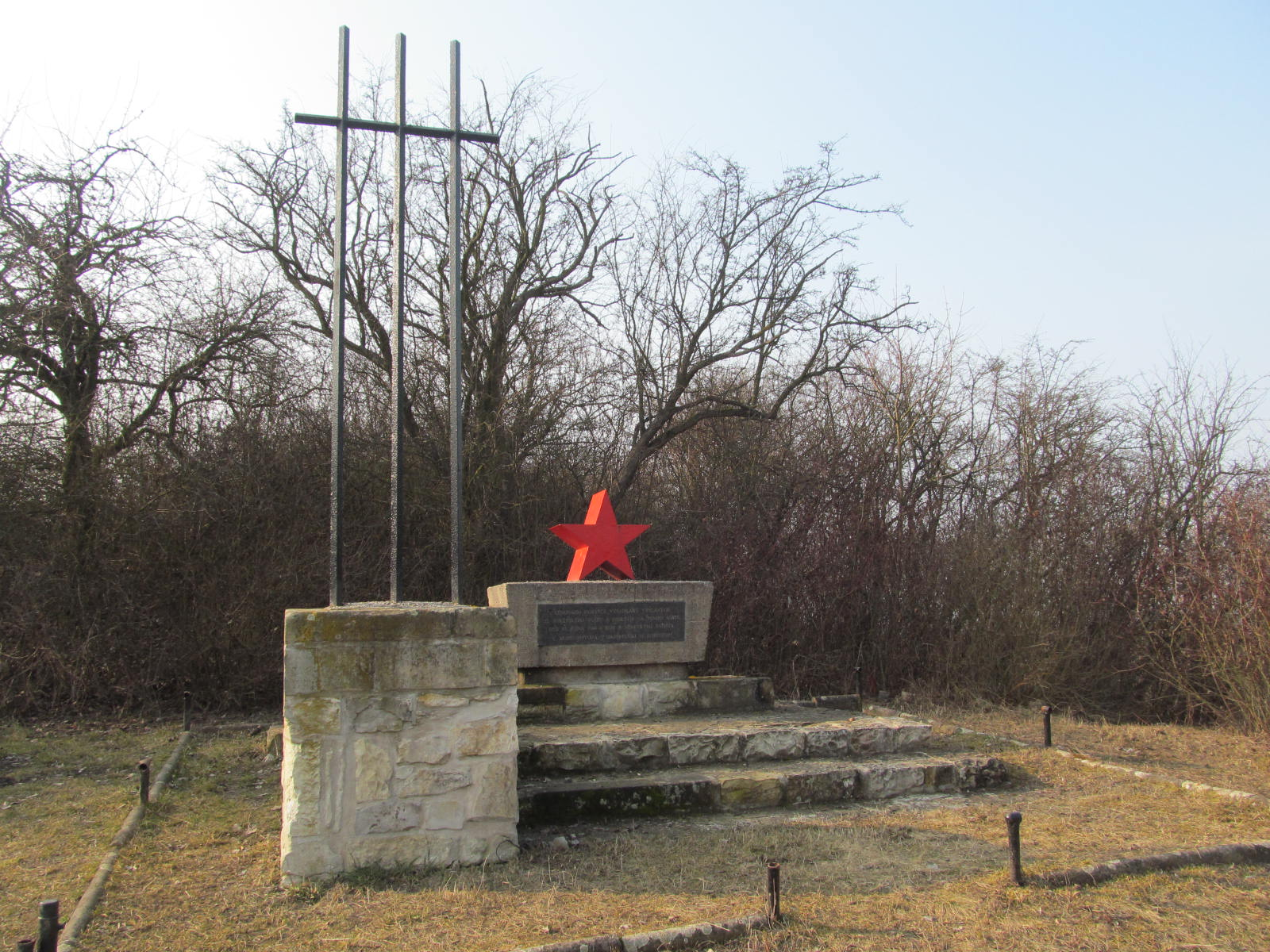
Památník padlým partyzánům na Mělcích, stav před rekonstrukcí

Městský úřad Louny nechal oba památníky a jejich okolí k 70. výročí události v roce 2014 opravit a upravit. Na památníku na Mělcích bylo opraveno opukové zdivo, vysázeny dekorativní keře a zbudována přístupová cesta. Lavička byla vyměněna za novou, bytelnější. U druhého pomníku lavička dříve nebyla, při rekonstrukci ji přidali. Byla rozšířena plocha před pomníkem, přibyly kameny pro kladení věnců a byla přidána dávno ztracená a později opět objevená informační tabulka. Radikálně byla zredukována zeleň tak, aby už pomník nezahalovala. Zůstaly pouze túje oddělující místo od vedle stojícího sloupu elektrického vedení a blízké křižovatky. Rekonstrukci za 90,5 tisíce Kč dotovalo Ministerstvo obrany z programu Zachování a obnova historických hodnot.

## Dostupnost památníků
K většímu památníku v severním úbočí návrší Mělce vede odbočka žluté turistické značky, která jinak vede trasou Brloh – Chlumčany – Blšanský chlum – Louny – památník partyzánům na Mělcích – archeologický skanzen Březno – Březno. Hlavní Mírové náměstí v Lounech je pěšky vzdáleno 2,5 km (40 minut). Další památníku nejbližší zastávka trasy, archeologický skanzen, je pěšky vzdálená 3,4 km (54 minut).
Menší památník stojí na západním okraji města Loun v místě, kde končí ulice Slovenského národního povstání a pokračuje dále jako Postoloprtská. Stojí přímo pod sloupem vedení elektrické přenosové soustavy poblíž kruhového objezdu. Pěšky je památník vzdálen 1,4 km (22 minut) od Mírového náměstí v Lounech a 1,7 km (28 minut) od druhého památníku na Mělcích.